# Salar de Atacama
Salar de Atacama je največja slana površina v Čilu. Leži 55 km južno od San Pedra de Atacama, obkrožena z gorami in nima nobenih odtočnih kanalov. Na vzhodu je obdana z glavno verigo Andov, na zahod s sekundarno gorsko verigo Andov, ki se imenuje Cordillera de Domeyko. Pokrajino obvladujejo veliki vulkani, med njimi Licancabur, Acamarachi, Aguas Calientes in Láscar. Zadnji je eden izmed najbolj aktivnih vulkanov v Čilu. Vsi ležijo vzdolž vzhodne strani Salar de Atacama in tvorijo splošno linijo vulkanov v smeri sever-jug, ki jih ločujejo od manjših endoreičnih kotlin.

## Lastnosti
Stanišče obsega 3000 km², dolgo je približno 100 km in 80 km široko in je tretje največje na svetu za Salar de Uyuni v Boliviji (10 582 km²) in Salinas Grandes v Argentini (6.000 km2) . Povprečna nadmorska višina je približno 2300 m. Topografija osrednjega dela salare kaže visoko raven hrapavosti, ki je posledica izhlapevanja in efemeralne površinske vode, za razliko od drugih slanišč, kot je npr. Salar de Uyuni, ki je občasno pokrita s plitvo vodo.
Nekatera področja slanišča so del narodnega rezervata Los Flamencos. Laguna Cejar je jezerska kotanja v Salar de Atacama, 18 km od San Pedra. Ima koncentracijo soli od 5 do 28 %, ki ima na višjem koncu območja na plavalce vpliv kot Mrtvo morje.

### Tektonske razmere
Salar de Atacama je del večje depresije, ki vsebuje več slanišč. Ta depresija, ki jo je Reinald Börgel imenoval »La gran fosa«, omejujejo geološke strukture v smeri sever-jug. Danes se ta večja depresija prilagaja pogrezanju sedimentne kotline. V primerjavi s sosednjimi območji Andov je depresija glavna topografska anomalija, ki naj bi jo povzročil litosferski blok, ki zaradi svoje visoke gostote ostaja na nižjem položaju kot ostali Andi. Visoka gostota naj bi izhajala iz časa, ko je bila depresija Salar de Atacama na zahodni strani riftnega kraka Salta Rift Basin, ki leži na vzhodu na argentinskem ozemlju.

### Hidrologija
Salar de Atacama na severu meji na porečje reke Salado, ki je del porečja reke Loe. Na vzhodu drenažna razlika približno sovpada z mednarodno mejo z Bolivijo do Portezuelo del Cajón. Razdelitveni greben vključuje vulkane Cerros de Tocorpuri, Sairecabur, Curiquinca, Licancabur in Juriques. Na jug, vodni del poteka vzdolž verige vulkanov, ki ležijo na čilskem ozemlju. Na zahodu kordiljera Domeyko ločuje kotlino Salar de Atacama od arheičnih območij.
Njeni glavni pritoki sta reki San Pedro in Vilama, ki izvirata severno od slanišča.
Nekateri vulkani vzhodno od Salar de Atacama so lahko odgovorni za onesnaževanje pritekajočih tokov s solmi.

### Proizvodnja litija
Salar de Atacama je največji in najčistejši aktivni vir litija na svetu, ki vsebuje 27 % svetovnih rezerv  in je od leta 2008 zagotavljal skoraj 30 % svetovnih zalog litijevega karbonata, sledi Kitajska s 23 %. Visoka koncentracija litija v slanici (2700 delcev na milijon), visoka stopnja izhlapevanja (3500 mm na leto) in izjemno nizka letna količina padavin (poprečje <30 mm na leto) naredijo atacamin končni litijev karbonat lažji in cenejši kot je sosednji v Salar de Uyuni, za katero se ocenjuje, da ima polovico rezerv litija na svetu. Stopnja izhlapevanja Salar de Atacama je najvišja v litijski industriji, sledita ji Puna de Atacama v Argentini (2600 mm na leto) in Salar de Uyuni (1300–1700 mm na leto). Ekstrakcija z litijem bogate slanice povzroča konflikt z uporabo vode v lokalnih skupnostih in škoduje ekosistemu, vključno andskim plamencem.
V Salar de Atacama se bor izloča iz slanice kot borova kislina (do 0,85 g / l kot B). Naravno odstranjevanje bora in litija iz današnjih slanišč se lahko pojavi kot uleksit in litij-sulfat, slednji kot dvojne in / ali trojne soli.